# Chionanthus virginicus
Chionanthus virginicus är en syrenväxtart som beskrevs av Carl von Linné. Chionanthus virginicus ingår i släktet Chionanthus och familjen syrenväxter. Utöver nominatformen finns också underarten C. v. virginicus.

## Bildgalleri

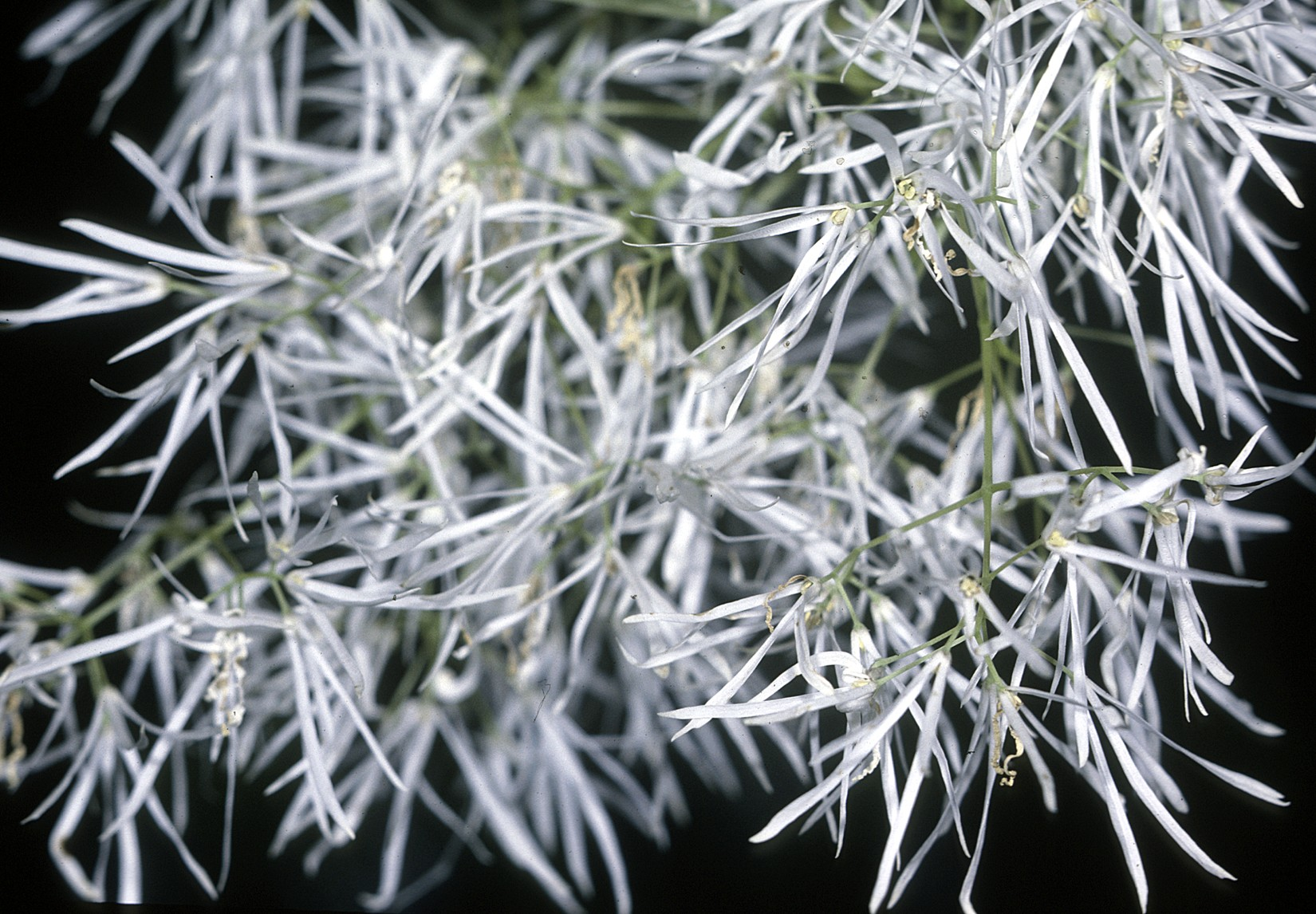
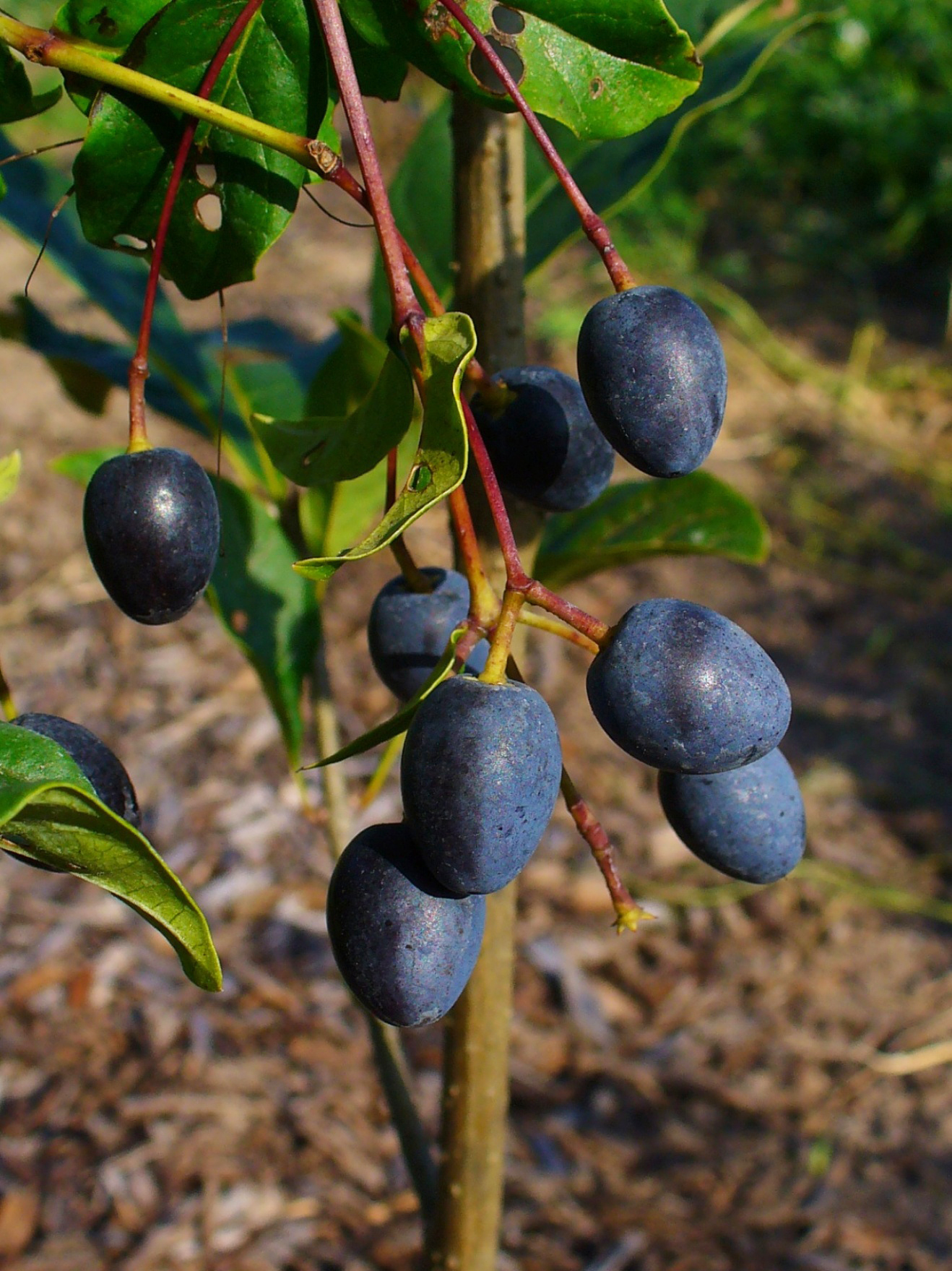
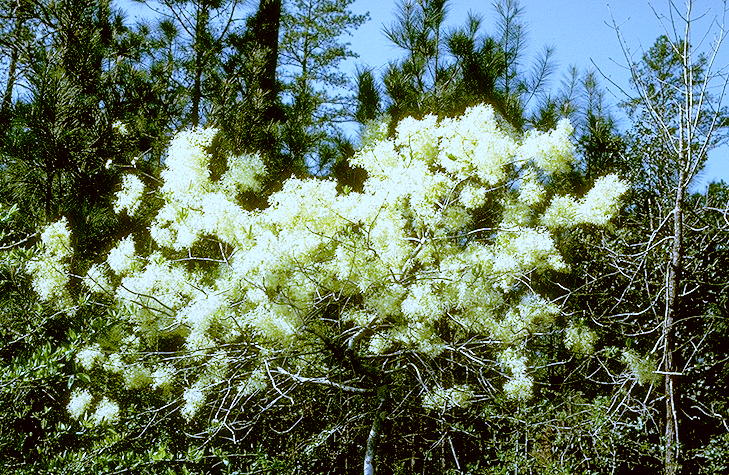
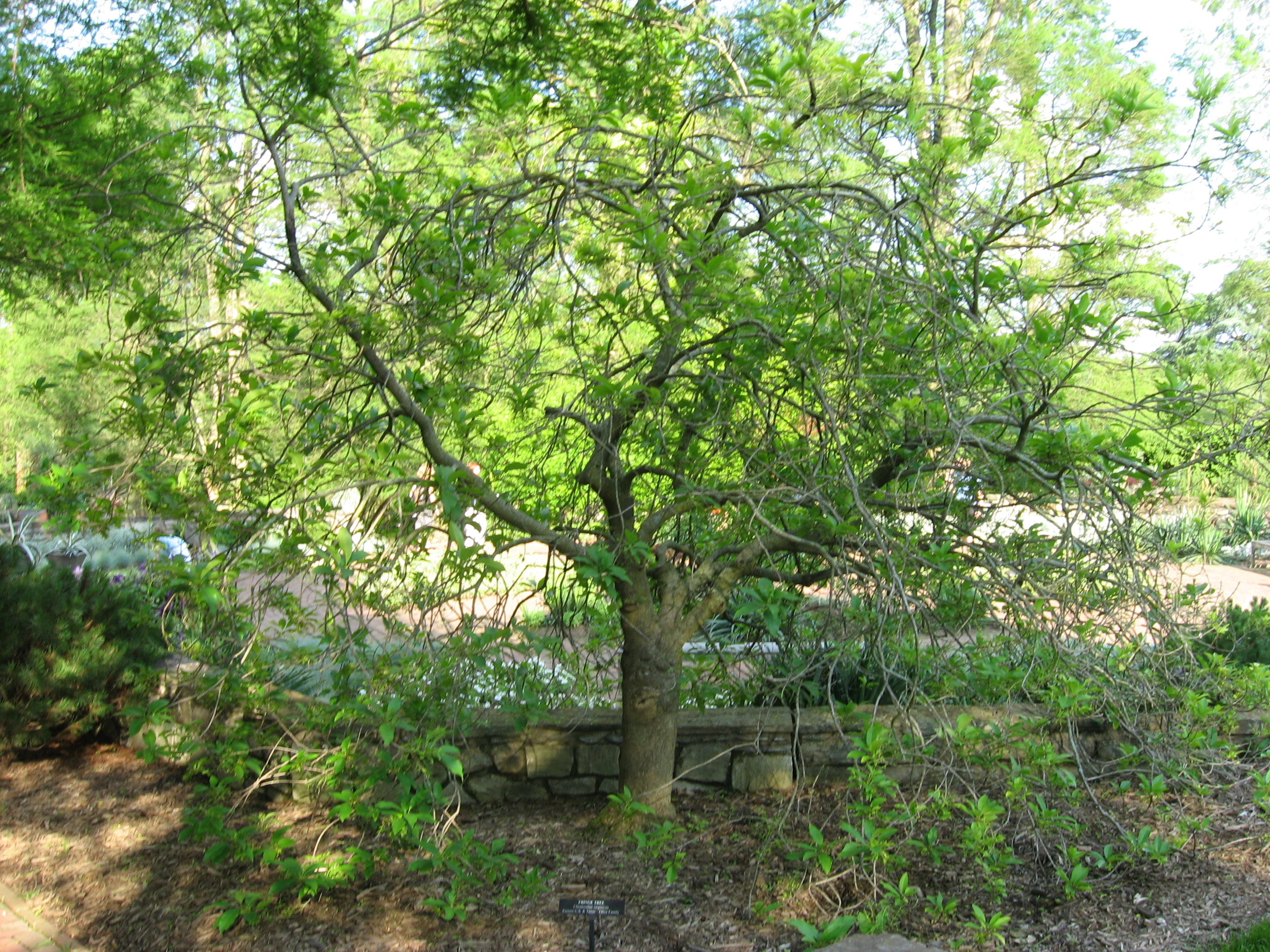
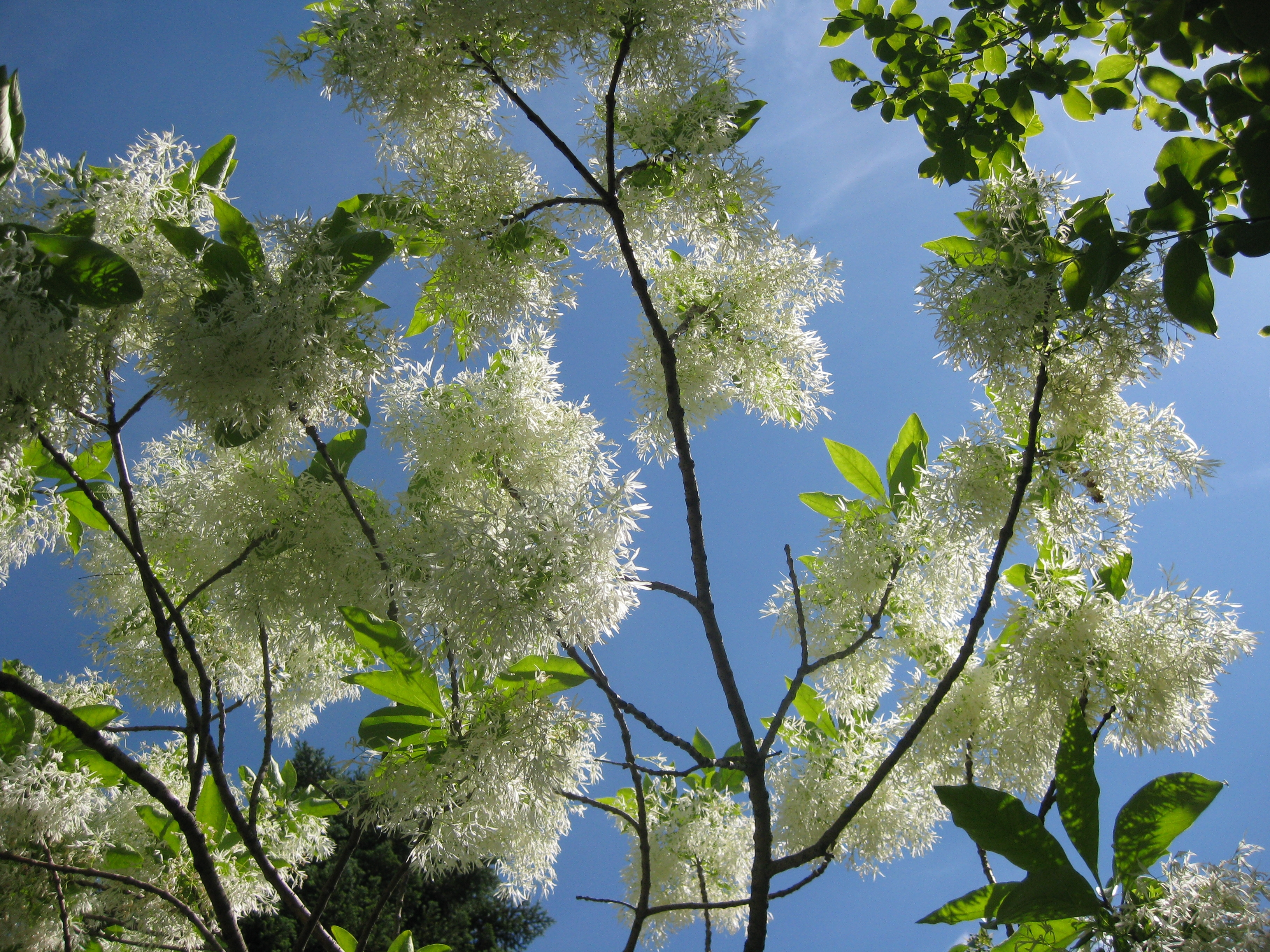
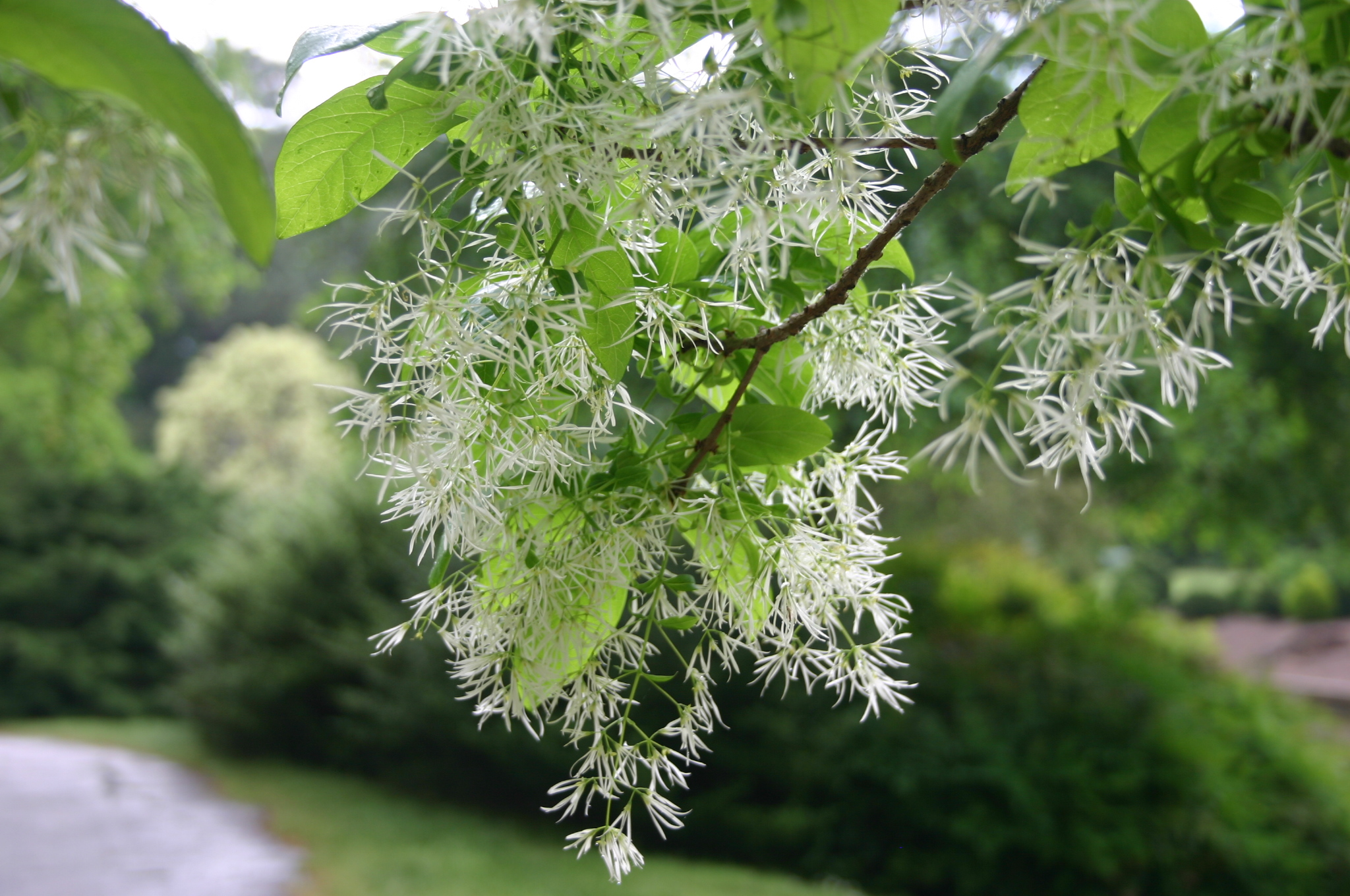